# Rockwell Collins
Rockwell Collins (NYSE : COL) est un industriel américain spécialisé dans l'avionique, les systèmes de pilotes automatiques et d'équipements multimédias dans les avions.
En 2018, il est intégré dans Collins Aerospace.

## Histoire
Arthur Collins a fondé la Radio Company Collins en 1933 à Cedar Rapids dans l'Iowa dans le but de concevoir et de produire à la fois des équipements radio à ondes courtes et des équipements pour l'industrie naissante de la radio. Comme la réputation de Collins pour la qualité fine et de construction sans compromis grandit, Collins a été sollicité par l'armée, la communauté scientifique et par les grandes stations de radio AM pour la consctructions d'équipements spéciaux. La renommée de la société grandi notamment quand Collins fourni l'équipement de communication de l'expédition au pôle Sud du contre-amiral Richard Byrd en 1933.
Les résultats financiers ont permis à Arthur Collins d'améliorer, d'élargir et de diversifier ses équipements, qui, à la fin, sont devenus dominant dans l'industrie du matériel radio. En 1936, Collins avait déjà commencé la production des célèbres consoles audio   12H, 12X et de leurs émetteurs de radiodiffusion 300E et 300F. La conception du 300F est restée stable plus d'une décennie et la plupart des émetteurs sont restés actifs jusque dans les années 1960. 
Durant la Seconde Guerre mondiale, le 12H a été remplacé rapidement par les 212A1 et 212B1. Durant cette guerre Collins est devenu le principal fournisseur d'équipements de radio et de navigation utilisés dans l'armée américaine. 
Pendant la guerre froide, Radio Company Collins a continué à développer ses travaux dans toutes les domaines des communications tel que les instruments de contrôle de vol, des appareils de communication radio et les transmissions vocales par satellite. 
Collins Radio Company a été un équipementier dans le secteur de l'aéronautique, y compris pour les équipements permettant aux astronautes de communiquer avec la Terre ou pour les équipements de communication satellitaires. Son matériel de communication a été ainsi utilisé pour les programmes Mercury, Gemini et Apollo. En 1973, le programme américain Skylab a utilisé les équipements de Collins pour assurer la communication des astronautes à la terre.
Après des difficultés financières, Collins Radio Company a été acheté par Rockwell International en 1973.
À la fin des années 1980, la société Rockwell International vend sa division Rockwell Manufacturing, à British Tire and Rubber (en). Elle a également vendu sa division imprimerie à une équipe interne.
Après la chute du bloc soviétique, la société a vendu ses activités de défenses et aérospatiales, à Boeing Integrated Defense Systems en décembre 1996. Dans les années 1990, l'entreprise a cédé sa production de semi-conducteurs à Conexant Technologies (CNXT), qui était cotée en bourse et été basée à Newport Beach, en Californie. 
En 2001, la division avionique de Rockwell International a été détachée pour former Rockwell Collins. La division automatisme industriel de Rockwell International a été détachée pour former Rockwell Automation. 
La société a acquis plusieurs sociétés, dont Hughes-AVICOM ainsi que Sony Trans Com pour leur activité d'équipements audio-visuels dans l'aéronautique, mais aussi Intertrade,, Flight Dynamics, K Systems, Communication Solutions, Airshow, NLX, Evans & Sutherland, Teldix, IP Unwired, Anzus, Athena Technologies (en), Datapath, SEOS Displays, Air Routing International (en), Computing Technologies for Aviation (CTA) et ARINC.
En octobre 2016, Rockwell Collins annonce l'acquisition de B/E Aerospace pour 6,4 milliards de dollars. En septembre 2017, United Technologies annonce l'acquisition de Rockwell Collins pour 30 milliards de dollars ; la nouvelle entité, résultant de la fusion avec UTC Aerospace Systems, est Collins Aerospace.

## Activité
L'activité de Rockwell Collins est fortement concentrée dans les marchés de la défense et de l'avionique. C'est un fournisseur de Piaggio Aero, Boeing, Airbus, EADS, Dassault Aviation, Thales, Safran Electronics & Defense...
La société est parmi les principaux fournisseurs de systèmes de divertissement en vol à bord des avions. Dans ce secteur, les principaux concurrents de Rockwell Collins sont : Panasonic Avionics Corporation (en), Groupe Thales et JetBlue de l'IFE subsidiaires LiveTV (en).
La société emploie aujourd'hui plus de 19 000 personnes et a un chiffre d'affaires annuel de plus de 4,4 milliards de dollars. Son CEO depuis Août 2013 est Kelly Ortberg.

## Structure
Rockwell Collins est composé en trois divisions :
- Commercial Systems (CS)
- Government Systems (GS)
- International and Service Solutions (I&SS)

La division  Commercial Systems a pour client l'industrie du transport aérien et d'avions d'affaires. Elle fabrique des équipements de navigation, de communication, de système de vision synthétique ainsi que d'autres systèmes comme les systèmes automatiques d'autoland, les pilotes automatiques ou encore les équipements audio-visuels en cabine. 
La division  Government Systems a pour clients essentiellement le gouvernement américain et l'armée américaine, mais fournit aussi quelques produits et services à des gouvernements étrangers ayant des liens étroits avec les États-Unis. Les projets gouvernementaux notables de Rockwell Collins sont le  Common Avionics Architecture System (CAAS), le  Joint Tactical Radio System (JTRS), le  Tactical Targeting Network Technology (TTNT), le  Defense Advanced GPS Receiver (DAGR) et le  Future Combat Systems.
La division I & SS est chargée de la vente, de l'ingénierie et des ressources humaines du personnel situé en dehors de l'Amérique du Nord. Elle est également chargée des services à la clientèle, de simulations, de formations et des publications techniques. I & SS fournit un service commun aux deux divisions CS et GS.